# Дьюк, Пэтти
Пэтти Дьюк (англ. Patty Duke; 14 декабря 1946[…], Куинс, Нью-Йорк — 29 марта 2016[…], Кёр-д’Ален, Айдахо) — американская актриса и певица, обладательница премий «Оскар», «Золотой глобус» и «Эмми».

## Ранние годы
Анна Мэри «Пэтти» Дьюк (англ. Anna Marie «Patty» Duke) родилась 14 декабря 1946 года в нью-йоркском районе Куинс, в семье кассирши Фрэнсис и водителя такси Джона Патрика Дьюка. Её отец был ирландцем, а бабушка по материнской линии — немкой. Её семья была не очень благополучной: отец страдал от алкоголизма, а у матери были частые депрессии, и к тому же она была склонна к насилию. Когда Анне Мэри исполнилось шесть лет, её мать ушла от мужа, забрав дочь с собой.
В восьмилетнем возрасте Дьюк обнаружили агенты Джон и Этель Росс, разглядевшие в ней талант и решившие сделать из неё маленькую актрису. Они же в то время стали фактически опекунами для неё и изменили её имя на сценическое Пэтти Дьюк, надеясь, что она достигнет такого же успеха, как Пэтти Маккормак.

## Карьера
Её актёрская карьера началась на телевидении в одной из мыльных опер. Первая главная роль Пэтти Дьюк была в бродвейской пьесе «Сотворившая чудо», роль которой она играла в течение двух лет. В 1962 году вышла экранизация пьесы также с Дьюк в главной роли, которая принесла ей премию «Оскар» как «лучшей актрисе второго плана», а также «Золотой глобус» как лучшей начинающей актрисе. В 1963 году актриса стала ведущей своего собственного телевизионной программы «Шоу Пэтти Дьюк», которое продержалось в эфире три сезона и принесло ей первую номинацию на «Эмми».
Но несмотря на успешную карьеру, в личной жизни у Дьюк были проблемы. Её агенты, Джон и Этель Росс, фактически управляли её жизнью и заработками. Пэтти Дьюк и её мать получали от них только жалкие гроши на жизнь. К тому же, благодаря им в жизни юной актрисы появился алкоголь, из-за которого в будущем у неё были большие проблемы. Свободной от своих агентов она стала лишь в восемнадцатилетнем возрасте.
В 1960-х годах Пэтти Дьюк занялась музыкальной карьерой, записав несколько песен, попавших в Top 40, среди которых «Don’t Just Stand There» в 1965 году и «Dona Dona» в 1968 году. В 1970 году она получила свою первую премию «Эмми» за роль в телевизионном фильме «Мой дорогой Чарли». В последующие годы Дьюк в основном работала на телевидении, появившись в большом количестве телефильмов и сериалов, при этом снявшись лишь несколько раз на большом экране. Наиболее знаменитыми её киноролями тех лет стали Натали Миллер в фильме «Я, Натали» (1969), за которую она была удостоена второго «Золотого глобуса», а также Рита в фильме «Рой» (1978).
В 1977 году она стала обладательницей второй премии «Эмми» за роль в мини-сериале «Капитаны и короли», а в 1980 году вновь получила эту премию за роль в телевизионной версии фильма «Сотворившая чудо». В 1985 году Дьюк была избрана президентом Гильдии киноактёров, на этом посту была до 1988 года.
В 2002 году актриса появилась на Бродвее в роли тёти Эллер в мюзикле «Оклахома!». В декабре 2007 года она была награждена почётной докторской степенью Университета Северной Флориды за свою работу в области психического здоровья человека.
Пэтти Дьюк является автором автобиографии «Call Me Anna» (1987) и «Brilliant Madness: Living with Manic Depressive Illness» (1992).

## Личная жизнь

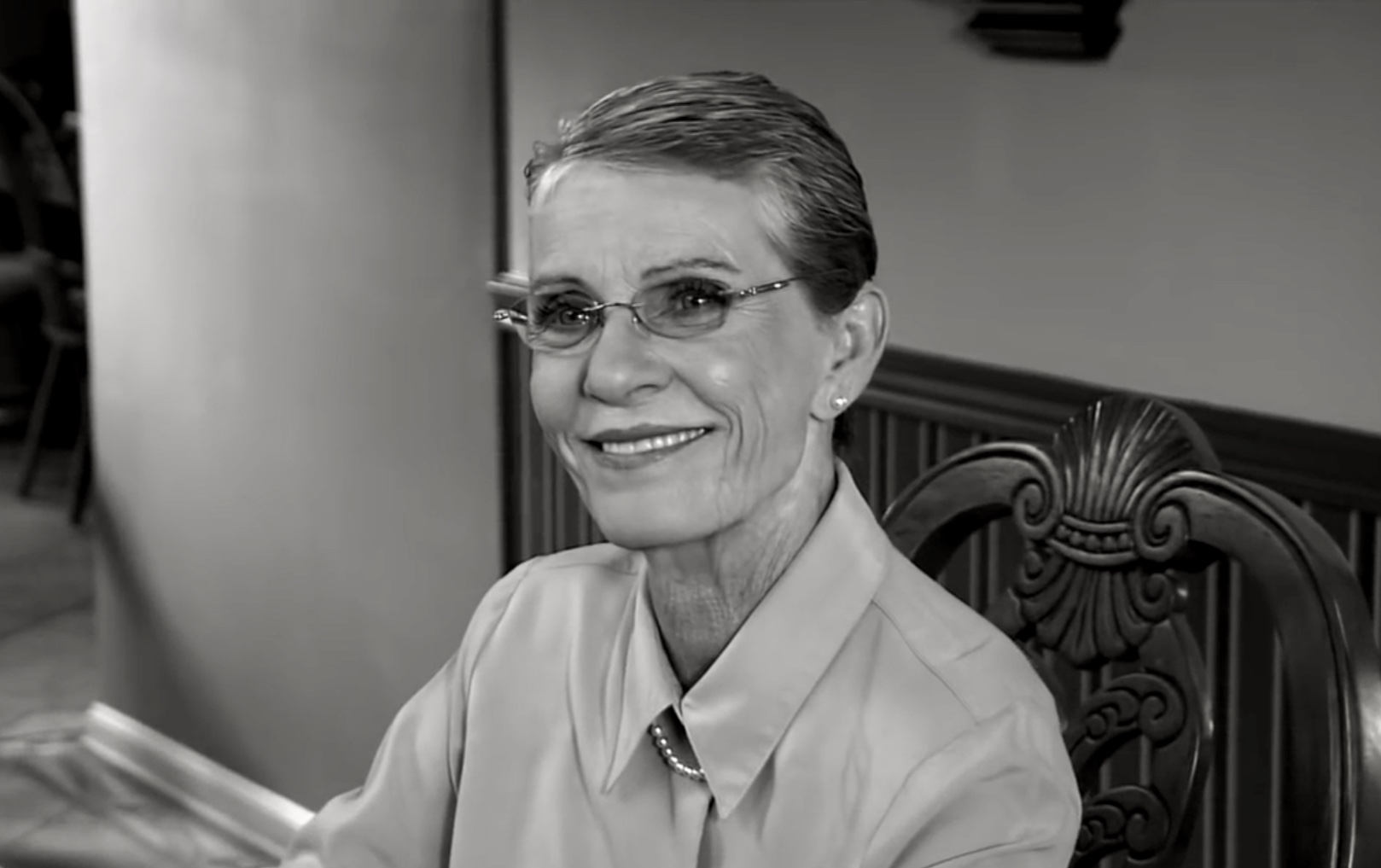
Пэтти Дьюк в 2011 году

В возрасте 18 лет Пэтти Дьюк вышла замуж за режиссёра Гарри Фалка, которому в то время был 31 год. В это же время у неё начались проблемы с алкоголем, которые также сопровождались несколькими попытками самоубийства. Это привело к тому, что спустя четыре года брак распался. В 1970-е годы у актрисы были романтические отношения с актёром Джоном Эстином. Она также встречалась с сыном Люсиль Болл Дези Арназом-мл., отношения с которым были очень недолговечны, так как мать Дези активно выступала против этого.
В 1970 году она вышла замуж за промоутера Майкла Телла, брак с которым был аннулирован через две недели. Вскоре Пэтти Дьюк заявила, что беременна. В прессе сообщалось, что отцом ребёнка является Дези Арназ Мл., хотя сама Дьюк утверждала, что Джон Эстин. 25 февраля 1971 года она родила своего первенца Шона Эстина, ставшего впоследствии актёром.
В 1972 году Дьюк вышла замуж за Джона Эстина, который признал Шона своим сыном, а в 1973 году актриса родила от него второго сына, Маккензи Эстина. Во время брака Астин и Дьюк много работали вместе. Актриса даже добавила к своему имени фамилию мужа. В 1985 году Пэтти Дьюк развелась с Джоном Эстином, через год в третий раз вышла замуж за сержанта Майкла Пирса и переехала в штат Айдахо, где они вместе занимались воспитанием её младшего сына.
В 1982 году у неё было диагностировано биполярное аффективное расстройство, но благодаря своевременному и качественному лечению её здоровье со временем нормализовалось. Скончалась 29 марта 2016 года от сепсиса, вызванного разрывом кишечника.

## Избранная фильмография
| Год       |    | Русское название            | Оригинальное название          | Роль                                |
| --------- | -- | --------------------------- | ------------------------------ | ----------------------------------- |
| 1958      | ф  | Богиня                      | The Goddess                    | Эмили Энн Фолкнер в детстве         |
| 1962      | ф  | Сотворившая чудо            | The Miracle Worker             | Хелен Келлер                        |
| 1963—1966 | с  | Шоу Пэтти Дьюк              | The Patty Duke Show            | Пэтти Лейн / Кэти Лейн              |
| 1967      | ф  | Долина кукол                | Valley of the Dolls            | Нили О’Хара                         |
| 1969      | ф  | Я, Натали                   | Me, Natalie                    | Натали Миллер                       |
| 1970      | тф | Мой милый Чарли             | My Sweet Charlie               | Марлин Чемберс                      |
| 1973      | с  | Гавайи 5-O                  | Hawaii Five-O                  | Тони                                |
| 1975      | с  | Женщина-полицейский         | Police Woman                   | Лару Коллинз                        |
| 1975      | с  | Доктор Маркус Уэлби         | Marcus Welby, M.D.             | Кейт Ганнард                        |
| 1976      | с  | Улицы Сан-Франциско         | The Streets of San Francisco   | Сьюзан Розен                        |
| 1976      | с  | Капитаны и короли           | Captains and the Kings         | Бернадетт Хеннесси                  |
| 1977—1984 | с  | Лодка любви                 | The Love Boat                  | разные персонажи                    |
| 1978      | тф | Иметь детей III             | Having Babies III              | Лесли Уэкслер                       |
| 1978      | тф | Семейный беспорядок         | A Family Upside Down           | Уэнди                               |
| 1978      | ф  | Рой                         | The Swarm                      | Рита                                |
| 1979      | тф | Сотворившая чудо            | The Miracle Worker             | Энн Салливан                        |
| 1980      | тф | Женская комната             | The Women’s Room               | Лили                                |
| 1984      | с  | Джордж Вашингтон            | George Washington              | Марта Вашингтон                     |
| 1985      | с  | Отель                       | Hotel                          | Гайла Эриксон                       |
| 1986      | ф  | Нечто особенное!            | Willy/Milly                    | Дорис Найсмен                       |
| 1989      | тф | Амитивилль 4: Зло спасается | Amityville 4: The Evil Escapes | Нэнси Эванс                         |
| 1992      | ф  | Прелюдия к поцелую          | Prelude to a Kiss              | миссис Бойл                         |
| 1995      | тф | Когда нарушаются обещания   | When The Vows Break            | Барбара Паркер                      |
| 1997      | с  | Фрейзер                     | Frasier                        | Элис                                |
| 1998—2003 | с  | Прикосновение ангела        | Touched by an Angel            | Джин / Нэнси Уильямс                |
| 1999      | тф | Сезон чудес                 | A Season for Miracles          | Ангел                               |
| 2004      | с  | Справедливая Эми            | Judging Amy                    | Валери Бинг                         |
| 2011      | с  | Гавайи 5.0                  | Hawaii Five-0                  | Сильвия Спенсер                     |
| 2012      | с  | До смерти красива           | Drop Dead Diva                 | Рита Кертис                         |
| 2013      | с  | Хор                         | Glee                           | Джен                                |
| 2015      | с  | Лив и Мэдди                 | Liv and Maddie                 | бабушка Дженис / прабабушка Хиллари |

## Награды и номинации
| Награда        | Год  | Категория                                                       | Название работы      | Результат |
| -------------- | ---- | --------------------------------------------------------------- | -------------------- | --------- |
| Оскар          | 1963 | Лучшая женская роль второго плана                               | Сотворившая чудо     | Победа    |
| Золотой глобус | 1963 | Лучшая женская роль второго плана в кинофильме                  | Сотворившая чудо     | Номинация |
| Золотой глобус | 1963 | Лучший дебют актрисы                                            | Сотворившая чудо     | Победа    |
| Золотой глобус | 1966 | Лучшая женская роль в драматическом телесериале                 | Шоу Пэтти Дьюк       | Номинация |
| Золотой глобус | 1970 | Лучшая женская роль в комедийном фильме или мюзикле             | Я, Натали            | Победа    |
| Эмми           | 1964 | Лучшая женская роль в драматическом телесериале                 | Шоу Пэтти Дьюк       | Номинация |
| Эмми           | 1970 | Лучшая женская роль в мини-сериале или телефильме               | Мой милый Чарли      | Победа    |
| Эмми           | 1977 | Лучшая женская роль в мини-сериале или телефильме               | Капитаны и короли    | Победа    |
| Эмми           | 1978 | Лучшая женская роль второго плана в мини-сериале или телефильме | Семейный беспорядок  | Номинация |
| Эмми           | 1978 | Лучшая приглашённая актриса в драматическом телесериале         | Иметь детей III      | Номинация |
| Эмми           | 1980 | Лучшая женская роль в мини-сериале или телефильме               | Сотворившая чудо     | Победа    |
| Эмми           | 1981 | Лучшая женская роль второго плана в мини-сериале или телефильме | Женская комната      | Номинация |
| Эмми           | 1984 | Лучшая женская роль второго плана в мини-сериале или телефильме | Джордж Вашингтон     | Номинация |
| Эмми           | 1999 | Лучшая приглашённая актриса в драматическом телесериале         | Прикосновение ангела | Номинация |